# Mauf
Mauf – austriacki zespół zajmujący się beatboxem.

## Obecny skład zespołu
- Verena
- Christal (beatbox)
- Fii

## Dyskografia
- (2006) Live @ Radio FM4
  - Jazztrain (live)
  - The Truth (live)
  - Freedom (live)
  - Power To The People (Live)
- (2006) House of Love
  - House of Love
  - Freedom

## Nagrody
- Stage Art Prize Westspitzen, Niemcy 2006
- Austrian Band Contest, Wiedeń 2006
- Newcomer 06, Graz 2006
- Emergenza Austria, Wiedeń 2006
- Golden Diploma Vokal Total, Graz 2006
- A cappella Prize Westspitzen, Niemcy2006
- Emergenza Switzerland, Zurych 2006
- Crossover Bandcontest, Schladming 2005
- Emergenza Acousticfestival, Wiener Neudorf 2005
- Bandcontest Bandboost, Tulln an der Donau 2005